# ناصر صالح
ناصر صالح (بالإسبانية: Nasser Saleh)‏ هو ممثل إسباني، ولد في 19 ديسمبر 1992 في إسبانيا.

## أعمال

### أفلام
- (2010) بيوتيفول[3]
- (2013) أنا متحمس جدا[4][5]

## وصلات خارجية
- ناصر صالح على موقع أرشيف الشارخ.
- ناصر صالح على موقع IMDb (الإنجليزية)
- ناصر صالح على موقع قاعدة بيانات الأفلام العربية
- ناصر صالح على موقع ألو سيني (الفرنسية)
- ناصر صالح على موقع أول موفي (الإنجليزية)
- ناصر صالح على موقع قاعدة بيانات الأفلام السويدية (السويدية)
- ناصر صالح على موقع قاعدة بيانات الفيلم (الإنجليزية)
- ناصر صالح على موقع كينوبويسك (الروسية)